# Anagyrus saccharicola
Anagyrus saccharicola är en stekelart som beskrevs av Timberlake 1932. Anagyrus saccharicola ingår i släktet Anagyrus och familjen sköldlussteklar.
Artens utbredningsområde är:
- Afghanistan.
- Bolivia.
- Colombia.
- Costa Rica.
- Kuba.
- Egypten.
- Fiji.
- Guyana.
- Jamaica.
- Mauritius.
- Nicaragua.
- Peru.
- Filippinerna.
- Réunion.
- Taiwan.
- Thailand.
- Uganda.
- Venezuela.
- Barbados.

Inga underarter finns listade i Catalogue of Life.